# Justicia alboviridis
Justicia alboviridis är en akantusväxtart som beskrevs av Raymond Benoist. Justicia alboviridis ingår i släktet Justicia och familjen akantusväxter. Inga underarter finns listade i Catalogue of Life.